# 斯梅什利亚耶夫卡
斯梅什利亚耶夫卡（羅馬化：Smyshlyayevka）是俄罗斯萨马拉州的市级镇，为该州伏尔加区第三大聚居地。地处萨马拉州中部，位于区行政中心及州府萨马拉东偏北侧。有伏尔加河流域萨马拉河一支流帕多夫卡河（Падовка）流经。
建于1791年，以河流命名为下帕多夫卡（Нижняя Падовка）村；1964年设市级镇（工人村）。该地2022年人口有11,408人；2010年人口6,756；2002年人口5,954；1989年人口13,469。